# Alpine (Utah)
Alpine é uma cidade localizada no estado norte-americano de Utah, no Condado de Utah.

## Demografia
Segundo o censo norte-americano de 2000, a sua população era de 7146 habitantes. 
Em 2006, foi estimada uma população de 9204, um aumento de 2058 (28.8%).

## Geografia
De acordo com o United States Census Bureau tem uma área de 
18,7 km², dos quais 18,7 km² cobertos por terra e 0,0 km² cobertos por água.

## Localidades na vizinhança
O diagrama seguinte representa as localidades num raio de 12 km ao redor de Alpine. 